# Sterker nu dan ooit
Sterker nu dan ooit is een single van Nick Schilder en Thomas Acda. Het is de tegenhanger van Kijk me na van Simon Keizer en Paul de Munnik.
Nick Schilder en Simon Keizer vormen normaliter Nick & Simon, Thomas Acda en Paul de Munnik Acda en De Munnik. Onder leiding van muziekproducent Gordon Groothedde vond een tijdelijke "partnerruil" plaats in het kader van de Symphonica in Rosso-concerten van oktober 2011.
De clip bevat een verwijzing naar de (tijdelijke) scheiding tussen Acda en De Munnik.

## Hitnoteringen

### Nederlandse Top 40
| Hitnotering: 03-09-2011 t/m 12-11-2011 | Hitnotering: 03-09-2011 t/m 12-11-2011 | Hitnotering: 03-09-2011 t/m 12-11-2011 | Hitnotering: 03-09-2011 t/m 12-11-2011 | Hitnotering: 03-09-2011 t/m 12-11-2011 | Hitnotering: 03-09-2011 t/m 12-11-2011 | Hitnotering: 03-09-2011 t/m 12-11-2011 | Hitnotering: 03-09-2011 t/m 12-11-2011 | Hitnotering: 03-09-2011 t/m 12-11-2011 | Hitnotering: 03-09-2011 t/m 12-11-2011 | Hitnotering: 03-09-2011 t/m 12-11-2011 | Hitnotering: 03-09-2011 t/m 12-11-2011 | Hitnotering: 03-09-2011 t/m 12-11-2011 |
| Week:                                  | 1                                      | 2                                      | 3                                      | 4                                      | 5                                      | 6                                      | 7                                      | 8                                      | 9                                      | 10                                     | 11                                     |                                        |
| -------------------------------------- | -------------------------------------- | -------------------------------------- | -------------------------------------- | -------------------------------------- | -------------------------------------- | -------------------------------------- | -------------------------------------- | -------------------------------------- | -------------------------------------- | -------------------------------------- | -------------------------------------- | -------------------------------------- |
| Positie:                               | 10                                     | 7                                      | 9                                      | 14                                     | 17                                     | 18                                     | 23                                     | 28                                     | 30                                     | 38                                     | 40                                     | uit                                    |

### NederlandseSingle Top 100
| Hitnotering: 27-08-2011 t/m 03-12-2011 | Hitnotering: 27-08-2011 t/m 03-12-2011 | Hitnotering: 27-08-2011 t/m 03-12-2011 | Hitnotering: 27-08-2011 t/m 03-12-2011 | Hitnotering: 27-08-2011 t/m 03-12-2011 | Hitnotering: 27-08-2011 t/m 03-12-2011 | Hitnotering: 27-08-2011 t/m 03-12-2011 | Hitnotering: 27-08-2011 t/m 03-12-2011 | Hitnotering: 27-08-2011 t/m 03-12-2011 | Hitnotering: 27-08-2011 t/m 03-12-2011 | Hitnotering: 27-08-2011 t/m 03-12-2011 | Hitnotering: 27-08-2011 t/m 03-12-2011 | Hitnotering: 27-08-2011 t/m 03-12-2011 | Hitnotering: 27-08-2011 t/m 03-12-2011 | Hitnotering: 27-08-2011 t/m 03-12-2011 | Hitnotering: 27-08-2011 t/m 03-12-2011 | Hitnotering: 27-08-2011 t/m 03-12-2011 |
| Week:                                  | 1                                      | 2                                      | 3                                      | 4                                      | 5                                      | 6                                      | 7                                      | 8                                      | 9                                      | 10                                     | 11                                     | 12                                     | 13                                     | 14                                     | 15                                     |                                        |
| -------------------------------------- | -------------------------------------- | -------------------------------------- | -------------------------------------- | -------------------------------------- | -------------------------------------- | -------------------------------------- | -------------------------------------- | -------------------------------------- | -------------------------------------- | -------------------------------------- | -------------------------------------- | -------------------------------------- | -------------------------------------- | -------------------------------------- | -------------------------------------- | -------------------------------------- |
| Positie:                               | 1                                      | 1                                      | 2                                      | 6                                      | 8                                      | 17                                     | 14                                     | 21                                     | 13                                     | 29                                     | 41                                     | 50                                     | 62                                     | 73                                     | 67                                     | uit                                    |

### NPO Radio 2 Top 2000
Sterker nu dan ooit stond alleen in 2012 in de NPO Radio 2 Top 2000, op plek 1547.